# عدنان عبد البديع اليافي
عدنان عبد البديع اليافي (15 ديسمبر 1950 -) هو كاتب ومؤرخ سعودي.

## حياته ونشأته
ولد الدكتور عدنان اليافي في جدة- المملكة العربية السعودية، ونشأ وترعرع فيها حيث كان والده يعمل في تجارة الأقمشة في شارع قابل وفي مدينة حجاج البحر في جدة.
وُلد عدنان عبد البديع توفيق اليافي في حارة الشام بمدينة جُدَّة بالمملكة العربية السعودية عام (1950م)، ودرس في كتاتيب جُدَّة ثم التحق بالمدرسة النموذجية الابتدائية (السبعة قصور) وعندما افتتحت مدارس الثغر النموزجية بجدة إلتحق بها وتحصَّل منها على الشهادة الإعدادية والتوجيهية.

## مسيرته
ابتعث عام (1967م) من قبل وزارة المعارف بالمملكة العربية السعودية إلى الولايات المتحدة الأمريكية للدراسات العليا وتحصل على شهادة البكالوريوس في الرياضيات ثم الماجستير في إدارة الأعمال ثم الدكتوراة في بحوث العمليات من جامعة تكساس في مدينة أوستن.
- بدأ العمل في جامعة الملك عبد العزيز بجدة عام (1979م) كعضو هيئة التدريس بالجامعة، بالإضافة إلى عمله نائباً لمدير عام مركز أبحاث الحج، وبعد انتقال المركز إلى جامعة أم القرى عُين بها عضواً في هيئة التدريس، واستمر تكليفه بالعمل نائباً لمدير عام مركز أبحاث الحج.
- شارك في العديد من المؤتمرات واللجان الإدارية والتنظيمية والمالية التي كانت تعقد في المملكة العربية السعودية وخارجها، لتنظيم أمور (الحج) قبل أن ينتقل للعمل في القطاع الخاص في عام (1988م) .
- له العديد من البحوث العلمية المنتشرة في مجلات علمية، وأدبية عربية وأجنبية مختلفة، بالإضافة إلى مشاركته في كثير من الدراسات التي أصدرها مركز أبحاث الحج خلال تشرفه بالعمل في المركز.
- للدكتور عدنان اليافي عدة مؤلفات باللغتين العربية والإنجليزية في مجالات علمية وبحثية مختلفة
يعتبر عدنان من الخبراء المميزين في أبحاث تنظيم الحج وحركته إضافة لاهتمامه بتاريخ مدينة جدة. وقد ساهم بخبرته بالعديد من المحاضرات والمقابلات الصحافية إضافة للعديد من البحوث والمؤلفات باللغتين العربية والإنكليزية.
عرف عن الدكتور عدنان عبد البديع اليافي ميله الشديد السفر إلى الخارج لدرجة أنه قام بالعديد من الرحلات الثقافية والاستكشافية فقام مؤخراً بزيارة سفال بارد في منطقة القطب الشمالي.

## أعماله[2][3]

### كتب
| - [MANAGEMENT OF HAJJ MOBILIT SYSTEMS باللغة الإنجليزية عن إدارة نظم الحركة في الحج - تحقيق كتاب ديوان اليافي وهو ديوان جده الأكبر الشيخ عمر اليافي الحسيني المتوفى عام 1818م - كتاب الأسرة العربية – النشأة والتكوين يقع الكتاب في حوالي 270 صفحة وهو من أربعة فصول - الفصل الأول يتناول التحركات السكانية العربية المختلفة. - الفصل الثاني فقد خصص لجد عائلة آل اليافي ومؤسس العائلة.. الشيخ عمر اليافي الحسيني. - الفصل الثالث يلقي الضوء على آل اليافي كعائلة وخاصة من خلال بعض مشاهير هذه العائلة العربية الهاشمية العريقة. - الفصل الرابع يتم مناقشة دور آل اليافي في الحياة العامة والسياسية العربية - يحتوي الكتاب على عدة ملاحق وفهارس وصور تاريخية نادرة بالإضافة لبعض الوثائق المهمة. - كتاب المدينة المدينة المنورة في أعين رحالة غربيين يقع الكتاب في 340 صفحة ويحتوي الكتاب على عدة مواضيع متنوعة - تبدأ بلمحة عن التاريخ وتعريفه، ثم نبذة عن تاريخ المدينة المنورة وموقعها، وسكانها وكذلك تاريخ المدينة المنورة في صدر الإسلام وما بعده. - كذلك يتناول الكتاب تاريخ المدينة المنورة في عهد الملك عبد العزيز ال سعود رحمه الله، وبعد ذلك ينتقل النقاش إلى تاريخ المسجد النبوي الشريف في أدبيات الرحالة ويذكر بعض أهم رحلات الحج العربية إلى مكة المكرمة والمدينة المنورة ويسلط الضوء على رحالة أهل القرن الرابع عشر الهجري ومؤلفاتهم بالإضافة إلى رحلتي ابن جبير وابن بطوطة. - بعد ذلك يتناول الكتاب المدينة المنورة في أدبيات رحالة غربيين.. بدأنا بدور الرحالة في الحفاظ على على تاريخ المدينة المنورة.. ويأتي ذكر مفصل لما كتبه بعض أهم الرحالة الغربيين عن زياراتهم للمدينة المنورة على ساكنها أفضل الصلاة وأتم التسليم. - يلي ذلك ذكر لبعض القصائد التي نظمت في المدينة المنورة وحبها. - يلي ذلك فهارس الأعلام والأماكن والصور والوثائق والخرائط ثم فهرس الموضوعات. - كتاب جدة في شذرات الغزاوي يقع كتاب جُدَّة في شذرات الغزاوي في 248 صفحة - كتاب جدة في صدر الإسلام يقع كتاب جُدة في صدر الإسلام في 258 صفحة حيث قسم الكتاب إلى فصلين - كتاب جبال مكة – قراءة تاريخية يقع الكتاب في 288 صفحة وهو قراءة تاريخية عن جبال مكة المكرمة موثقة بالصور والخرائط. - THE ARAB FAMELY – ORIGIN AND FORMATION, AN APPLIED STUDY THROUGH THE AL-YAFI FAMILY هذا الكتاب يقع في حوالي 300 صفحة وهو باللغة الإنجليزية ويقع في ستة فصول. - وهو إعادة كتابة لكتاب الأسرة العربية.. النشأة والتكوين والذي صدر لنفس الكاتب باللغة العربية عام 2005م.. ولكن مع إضافة الفصلين الآخرين الخامس والسادس - يحتوي الكتاب وصور ووثائق تاريخية هامة. - يعمل الدكتور عدنان عبدالبديع اليافي حاليا على إصدار كتاب من عدة اجزاء بعنوان جدة في أعين الرحالة \| - نظرة على تجارة جده في الفترة من 1869م إلى 1908م]] - ومضات من تاريخ جدة وقدم ارتباطها بمكة المكرمة - هل كانت جده على درب الهجرة النبوية]] - نظرة على فنادق جدة قبل ألف عام]] - نظرة على أسواق جدة في أوائل القرن التاسع عشر - ميناء جدة وما قاله عنه بعض الرحالة]] - مؤرخو جدة]] - غار حراء مهبط الوحي]] - ملامح من مدينة جدة في عصر الخلفاء الراشدين]] - مدارس الثغر النموذجية بجدة]] - [[مختارات مما قاله بعض الرحالة عن جدة - المدينة المنورة فـي كتابات الرحالة لويس بركهارت نموذجا]] - .. ليست جدة جديدة ..]] - لمحات من تاريخ ميناء جدة 2/2 - لمحات من تاريخ ميناء جدة 1/2]] - كيف أصبحت جدة ميناء لمكة المكرمة وممرا للحجاج إليها]] - كدا، وكَدَاء، وكُدَاء، وكُدَىّ - [تاريخ سور جده]] - سور جدة في أدبيات الرحالة - سقاية باب دار القوارير]] - ساحل مكة بين مد وجزر]] - الرحالة الفرنسي شارل ديديه – يزور جدة عام 1857م ويعجب بها]] - من جدة إلى الدائرة القطبية الشمالية]] - رحلة حج هندية في اوائل القرن الثالث عشر الهجري - رحلة حج عبدالرشيد إبراهيم التركستاني]] - خط سير رحلة ابن بطوطه إلى المدينة المنورة - حارة الشام – واجهة جُدَّة الشمالية]] - جوزيف بتس أول انجليزي يزور جده في التاريخ الحديث - جده وذكرى العام الهجري الجديد]] - جدة – هل كانت على طريق الهجرة النبوية الشريفة - عروس البحر الأحمر جدة – مرفأ مكة وساحلها]] - جده قبل الاسلام]] - عبدالقدوس الأنصاري اهتم بتاريخ جده كاتبا ومؤرخا وناشرا]] - جده في عهد أمير المؤمنين عمر بن الخطاب رضي الله عنه]] - جده في عهد أبوبكر الصديق - رضي الله عنه -]] - جدة وارتباطها بحركة الحجاج]] - جدة .. ميناء مكة .. وبوابة المدينة .. ومعبر الطائف]] - جدة في عهد عثمان بن عفان رضي الله عنه]] - ملامح من مدينة جدة في عصر الخلفاء الراشدين]] - جدة في صدر الإسلام]] - جدة في زمن الخلافة الراشدة]] - جدة في الارتسامات اللطاف]] - [[جدة بعدسة ذاكرة الرحالة محمد صادق باشا - جدة بعدسة ذاكرة الرحالة شارل ديدييه - جدة بعدسة ذاكرة مصطفى محمد الراعي - جدة بعدسة ذاكرة محمد لطفي جمعة - جدة بعدسة ذاكرة الرحالة مسعود عالم الندوي - جدة بعدسة ذاكرة الرحالة فيليب ليبنز - جدة بعدسة ذاكرة الرحالة سادلير - جدة بعدسة ذاكرة الرحالة الياباني المسلم .. تناكا .. إيبيه - جدة بعدسة ذاكرة الرحالة الياباني إيجيرو ناكانو - جدة بعدسة ذاكرة التميمي التونسي - جدة بعدسة ذاكرة البتنوني - جدة بعدسة ذاكرة الإدريسي - جدة بعدسة ذاكرة آرثر جون وافل - الجغرافيا وذاكرة التاريخ جبل المطابخ - جدة بعدسة ذاكرة نيبور - تاريخ سور جدة - تاريخ جدة في صدر الإسلام - قدماء مؤرخي جدة ومعاصريهم - الطريق بين جدة والطائف في أوائل القرن التاسع عشر - السيدة ايفلن كوبلد أول مسلمه بريطانية تزور جده - أقدم مساجد جده بناه أمير المؤمنين عمر بن الخطاب - رضي الله عنه - جده بعدسة ذاكرة أول رحالة اسباني يزورها عام 1807م - جده بعدسة ذاكرة جوزيف بتس - رحلة إلى سقف العالم - رحلة إلى أرض لا تشرق شمسها ولا تغيب - مصادر تاريخ مدينة جدة - ابن جبير في جدة - بعض أشهر رحلات الحج - مئذنة المسجد الشافعي وصهريجه أقدم أثار جدة الباقية إلى اليوم - الخندمه جبل يختزن فصلا من تاريخ البلد الأمين - نظرة على تاريخ بعض الخدمات الصحية في جده - الرحالة تناكا ثاني ياباني يؤدي فريضة الحج - العوامل المؤثرة في تخطيط عمارة المساكن في جدة قديما - مشاهدات حديثة حول غار ثور \| - ملامح من مدينة حده في القرن الثاني الهجري - ملامح من مدينة جدة في القرن الثالث الهجري - ملامح من مدينة جدة في القرن الرابع الهجري - ملامح من مدينة جدة في القرن الخامس الهجري - ملامح من مدينة جده في القرن السادس الهجري من خلال عدسة ذاكرة الرحالة ابن جبير - ملامح الحياة الإجتماعية في رمضان قديما في بعض مدن الحج ومحطاته - الحج... الذاكرة المشتركة لجدة ومكة - مكة المكرمة بعدسة ذاكرة الرحالة الفرنسي المسلم جيل – جرفيه كورتلمون - مقبرة أمنا حواء - مصادر تاريخ مدينة جدة - جامع جدة العتيق أحد أقدم المساجد في التاريخ - مسجد الآبنوس - مساجد جدة التاريخية في المصادر الحديثة - دكاكين جدة ومينائها وعطورها كما وصفها الرحالة لويس بوركهارت - الرحالة الغربيون إلى الجزيرة العربية والخليج (1762- 1950) - في أدب الرحلة - فنادق جده منذ القرن السادس الهجري - الفندقة صناعة عربية إزدهرت في جدة منذ ألف عام - عن فنادق ومساكن جدة قديما - شهر رمضان المبارك وذكرى جبل حراء - غار ثور وذكرى الهجرة - غـار ثـور المرحلة الأولى من طريق الهجرة النبوية الشريفة - غار ثور - طريق الهجرة وذكراها - طبيب لبناني رحالة يزور جده في أوائل القرن الماضي - جده قديما بعدسة ذاكرة طبيب رحالة - شهر رمضان المبارك وذكرى جبل حراء - عن سيول جده منذ ألف عام - سيول جده وأمطارها قديما بين كتابات الرحالة وشذرات الغزاوي - رحلة إلى سقف العالم - جدة بعدسة ذاكرة محمد الكتاني - ملامح من مدينة جدة في القرن الثامن الهجري - رحلات الأطباء ودوافعها - خط سير رحلة ابن بطوطه إلى المدينة المنورة - رحاله في جدة - دور الرحالة في الحفاظ على تاريخ جدة - دمنجو باديا أول اسباني وثالث رحاله أوربي يزور مكة المكرمة - دلائل قدم جدة - جده عام 1933م بعدسة ذاكرة نبيلة بريطانية مسلمة - جده تبدي الود لأول رحالة اوربي يزورها - جده بعدسة ذاكرة (تاميزييه) - ملامح من مدينة جده في القرن السابع الهجري بعدسة ذاكرة القاسم بن يوسف التجيبي السبتي - جده بعدسة ذاكرة الرحالة المسلم أوليا جلبي - جده بعدسة ذاكرة الرحالة الفرنسي موريس تاميزييه - جده بعدسة ذاكرة الرحالة الفرنسي المسلم جيل – جرفيه كورتلمون - جده بعدسة ذاكرة الرحالة العياشي - جدة – ضبط الاسم وأصل التسمية وصحتها - جدة ومكة وذاكرة الحج المشتركة - جدة وعلاقتها بمكة المكرمة - جدة بعدسة ذاكرة محمد شفيق أفندي مصطفى - جدة بعدسة ذاكرة محمد المنصوري الغسيري - جدة بعدسة ذاكرة الرحالة غلام رسول مهر - جدة بعدسة ذاكرة صاحب رحلة الصديق إلى البيت العتيق - جده بعدسة ذاكرة الرسامة البريطانية المسلمة سونيا ميلر - جدة بعدسة ذاكرة رتشارد بيرتون - جدة بعدسة ذاكرة جورج بيلينكن - جدة بعدسة ذاكرة تشرشورد - جدة بعدسة ذاكرة الشيخ محمود ياسين - جدة بعدسة ذاكرة الشيخ إسماعيل جغمان - جدة بعدسة ذاكرة الكاتب الرحالة إبراهيم المازني - جدة بعدسة ذاكرة هنرينج فرايهر فون ملتسان - جدة بعدسة ذاكرة أول سويسري مسلم يزورها - جدة بعدسة ذاكرة السرغيني العمراني - جدة التاريخ والعادات الرمضانية - هل كانت جدة أقدم المستوطنات البشرية - جدة أخر محطات الرحالة داوتي في جزيرة العرب - جدة إحدى محطات رحلة سيتزن إلى بلاد العرب كان له بها أصدقاء - جبل خندمة - حراء : مشاهدات حديثة - أقدم خرائط جدة رسمها ابن المجاور قبل ثمانمئة عام - الأخشبين - الأعرف .. أهو أخشب مكة؟؟ - الإمام محمد رشيد رضا - التجار,,, أقدم الرحالة وضعوا أسس علم الجغرافيا, , , - الدياب حارس بوابة تاريخ مدينة جدة \| 1. 2. 3. | |
| - نظرة على تجارة جده في الفترة من 1869م إلى 1908م]] - ومضات من تاريخ جدة وقدم ارتباطها بمكة المكرمة - هل كانت جده على درب الهجرة النبوية]] - نظرة على فنادق جدة قبل ألف عام]] - نظرة على أسواق جدة في أوائل القرن التاسع عشر - ميناء جدة وما قاله عنه بعض الرحالة]] - مؤرخو جدة]] - غار حراء مهبط الوحي]] - ملامح من مدينة جدة في عصر الخلفاء الراشدين]] - مدارس الثغر النموذجية بجدة]] - [[مختارات مما قاله بعض الرحالة عن جدة - المدينة المنورة فـي كتابات الرحالة لويس بركهارت نموذجا]] - .. ليست جدة جديدة ..]] - لمحات من تاريخ ميناء جدة 2/2 - لمحات من تاريخ ميناء جدة 1/2]] - كيف أصبحت جدة ميناء لمكة المكرمة وممرا للحجاج إليها]] - كدا، وكَدَاء، وكُدَاء، وكُدَىّ - [تاريخ سور جده]] - سور جدة في أدبيات الرحالة - سقاية باب دار القوارير]] - ساحل مكة بين مد وجزر]] - الرحالة الفرنسي شارل ديديه – يزور جدة عام 1857م ويعجب بها]] - من جدة إلى الدائرة القطبية الشمالية]] - رحلة حج هندية في اوائل القرن الثالث عشر الهجري - رحلة حج عبدالرشيد إبراهيم التركستاني]] - خط سير رحلة ابن بطوطه إلى المدينة المنورة - حارة الشام – واجهة جُدَّة الشمالية]] - جوزيف بتس أول انجليزي يزور جده في التاريخ الحديث - جده وذكرى العام الهجري الجديد]] - جدة – هل كانت على طريق الهجرة النبوية الشريفة - عروس البحر الأحمر جدة – مرفأ مكة وساحلها]] - جده قبل الاسلام]] - عبدالقدوس الأنصاري اهتم بتاريخ جده كاتبا ومؤرخا وناشرا]] - جده في عهد أمير المؤمنين عمر بن الخطاب رضي الله عنه]] - جده في عهد أبوبكر الصديق - رضي الله عنه -]] - جدة وارتباطها بحركة الحجاج]] - جدة .. ميناء مكة .. وبوابة المدينة .. ومعبر الطائف]] - جدة في عهد عثمان بن عفان رضي الله عنه]] - ملامح من مدينة جدة في عصر الخلفاء الراشدين]] - جدة في صدر الإسلام]] - جدة في زمن الخلافة الراشدة]] - جدة في الارتسامات اللطاف]] - [[جدة بعدسة ذاكرة الرحالة محمد صادق باشا - جدة بعدسة ذاكرة الرحالة شارل ديدييه - جدة بعدسة ذاكرة مصطفى محمد الراعي - جدة بعدسة ذاكرة محمد لطفي جمعة - جدة بعدسة ذاكرة الرحالة مسعود عالم الندوي - جدة بعدسة ذاكرة الرحالة فيليب ليبنز - جدة بعدسة ذاكرة الرحالة سادلير - جدة بعدسة ذاكرة الرحالة الياباني المسلم .. تناكا .. إيبيه - جدة بعدسة ذاكرة الرحالة الياباني إيجيرو ناكانو - جدة بعدسة ذاكرة التميمي التونسي - جدة بعدسة ذاكرة البتنوني - جدة بعدسة ذاكرة الإدريسي - جدة بعدسة ذاكرة آرثر جون وافل - الجغرافيا وذاكرة التاريخ جبل المطابخ - جدة بعدسة ذاكرة نيبور - تاريخ سور جدة - تاريخ جدة في صدر الإسلام - قدماء مؤرخي جدة ومعاصريهم - الطريق بين جدة والطائف في أوائل القرن التاسع عشر - السيدة ايفلن كوبلد أول مسلمه بريطانية تزور جده - أقدم مساجد جده بناه أمير المؤمنين عمر بن الخطاب - رضي الله عنه - جده بعدسة ذاكرة أول رحالة اسباني يزورها عام 1807م - جده بعدسة ذاكرة جوزيف بتس - رحلة إلى سقف العالم - رحلة إلى أرض لا تشرق شمسها ولا تغيب - مصادر تاريخ مدينة جدة - ابن جبير في جدة - بعض أشهر رحلات الحج - مئذنة المسجد الشافعي وصهريجه أقدم أثار جدة الباقية إلى اليوم - الخندمه جبل يختزن فصلا من تاريخ البلد الأمين - نظرة على تاريخ بعض الخدمات الصحية في جده - الرحالة تناكا ثاني ياباني يؤدي فريضة الحج - العوامل المؤثرة في تخطيط عمارة المساكن في جدة قديما - مشاهدات حديثة حول غار ثور | - ملامح من مدينة حده في القرن الثاني الهجري - ملامح من مدينة جدة في القرن الثالث الهجري - ملامح من مدينة جدة في القرن الرابع الهجري - ملامح من مدينة جدة في القرن الخامس الهجري - ملامح من مدينة جده في القرن السادس الهجري من خلال عدسة ذاكرة الرحالة ابن جبير - ملامح الحياة الإجتماعية في رمضان قديما في بعض مدن الحج ومحطاته - الحج... الذاكرة المشتركة لجدة ومكة - مكة المكرمة بعدسة ذاكرة الرحالة الفرنسي المسلم جيل – جرفيه كورتلمون - مقبرة أمنا حواء - مصادر تاريخ مدينة جدة - جامع جدة العتيق أحد أقدم المساجد في التاريخ - مسجد الآبنوس - مساجد جدة التاريخية في المصادر الحديثة - دكاكين جدة ومينائها وعطورها كما وصفها الرحالة لويس بوركهارت - الرحالة الغربيون إلى الجزيرة العربية والخليج (1762- 1950) - في أدب الرحلة - فنادق جده منذ القرن السادس الهجري - الفندقة صناعة عربية إزدهرت في جدة منذ ألف عام - عن فنادق ومساكن جدة قديما - شهر رمضان المبارك وذكرى جبل حراء - غار ثور وذكرى الهجرة - غـار ثـور المرحلة الأولى من طريق الهجرة النبوية الشريفة - غار ثور - طريق الهجرة وذكراها - طبيب لبناني رحالة يزور جده في أوائل القرن الماضي - جده قديما بعدسة ذاكرة طبيب رحالة - شهر رمضان المبارك وذكرى جبل حراء - عن سيول جده منذ ألف عام - سيول جده وأمطارها قديما بين كتابات الرحالة وشذرات الغزاوي - رحلة إلى سقف العالم - جدة بعدسة ذاكرة محمد الكتاني - ملامح من مدينة جدة في القرن الثامن الهجري - رحلات الأطباء ودوافعها - خط سير رحلة ابن بطوطه إلى المدينة المنورة - رحاله في جدة - دور الرحالة في الحفاظ على تاريخ جدة - دمنجو باديا أول اسباني وثالث رحاله أوربي يزور مكة المكرمة - دلائل قدم جدة - جده عام 1933م بعدسة ذاكرة نبيلة بريطانية مسلمة - جده تبدي الود لأول رحالة اوربي يزورها - جده بعدسة ذاكرة (تاميزييه) - ملامح من مدينة جده في القرن السابع الهجري بعدسة ذاكرة القاسم بن يوسف التجيبي السبتي - جده بعدسة ذاكرة الرحالة المسلم أوليا جلبي - جده بعدسة ذاكرة الرحالة الفرنسي موريس تاميزييه - جده بعدسة ذاكرة الرحالة الفرنسي المسلم جيل – جرفيه كورتلمون - جده بعدسة ذاكرة الرحالة العياشي - جدة – ضبط الاسم وأصل التسمية وصحتها - جدة ومكة وذاكرة الحج المشتركة - جدة وعلاقتها بمكة المكرمة - جدة بعدسة ذاكرة محمد شفيق أفندي مصطفى - جدة بعدسة ذاكرة محمد المنصوري الغسيري - جدة بعدسة ذاكرة الرحالة غلام رسول مهر - جدة بعدسة ذاكرة صاحب رحلة الصديق إلى البيت العتيق - جده بعدسة ذاكرة الرسامة البريطانية المسلمة سونيا ميلر - جدة بعدسة ذاكرة رتشارد بيرتون - جدة بعدسة ذاكرة جورج بيلينكن - جدة بعدسة ذاكرة تشرشورد - جدة بعدسة ذاكرة الشيخ محمود ياسين - جدة بعدسة ذاكرة الشيخ إسماعيل جغمان - جدة بعدسة ذاكرة الكاتب الرحالة إبراهيم المازني - جدة بعدسة ذاكرة هنرينج فرايهر فون ملتسان - جدة بعدسة ذاكرة أول سويسري مسلم يزورها - جدة بعدسة ذاكرة السرغيني العمراني - جدة التاريخ والعادات الرمضانية - هل كانت جدة أقدم المستوطنات البشرية - جدة أخر محطات الرحالة داوتي في جزيرة العرب - جدة إحدى محطات رحلة سيتزن إلى بلاد العرب كان له بها أصدقاء - جبل خندمة - حراء : مشاهدات حديثة - أقدم خرائط جدة رسمها ابن المجاور قبل ثمانمئة عام - الأخشبين - الأعرف .. أهو أخشب مكة؟؟ - الإمام محمد رشيد رضا - التجار,,, أقدم الرحالة وضعوا أسس علم الجغرافيا, , , - الدياب حارس بوابة تاريخ مدينة جدة |